# فلک بیت
فلک بایت (به انگلیسی: Flak Bait) یک هواگرد ساختِ کارخانهٔ گلن ال. مارتین کمپانی در کشور ایالات متحده آمریکا است. این هواگرد برای نخستین بار در ۱۹۴۳ میلادی مورد استفاده قرار گرفت.